# Osmia frieseana
Osmia frieseana là một loài Hymenoptera trong họ Megachilidae. Loài này được Ducke mô tả khoa học năm 1899.